# Eurymela fenestrata
Eurymela fenestrata är en insektsart som beskrevs av Peletier och Jean Guillaume Audinet Serville 1825. Eurymela fenestrata ingår i släktet Eurymela och familjen dvärgstritar. Inga underarter finns listade i Catalogue of Life.

## Bildgalleri

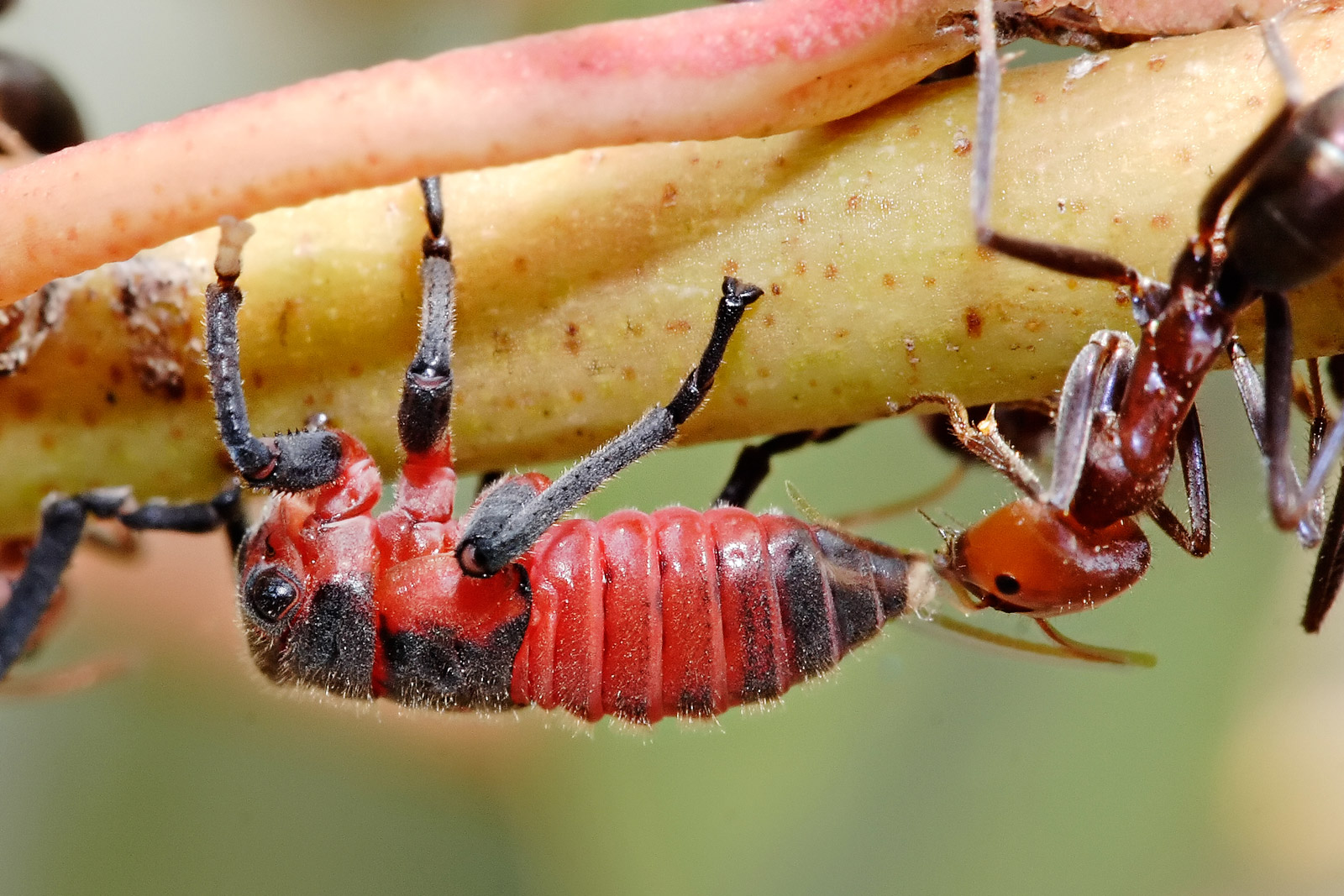
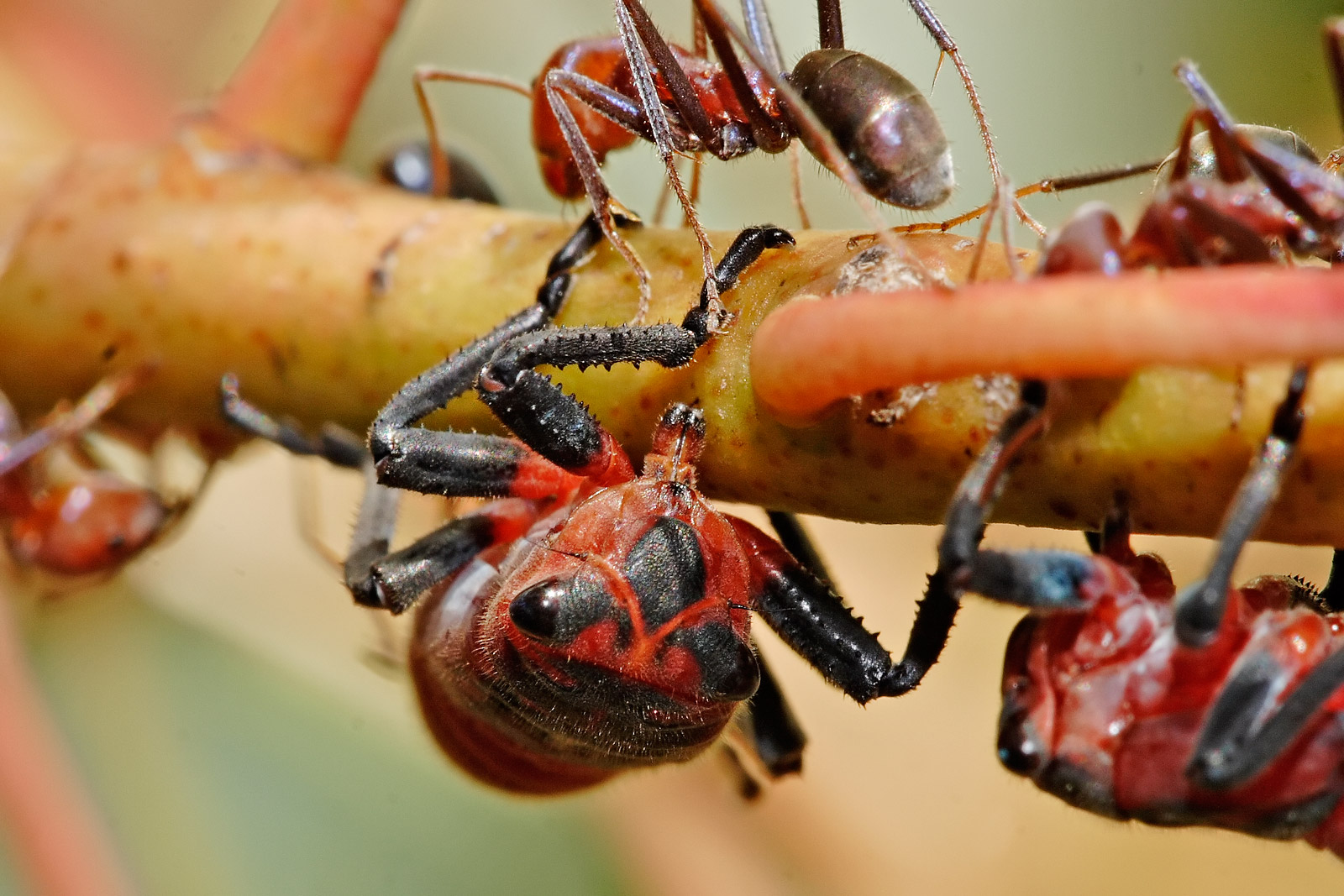
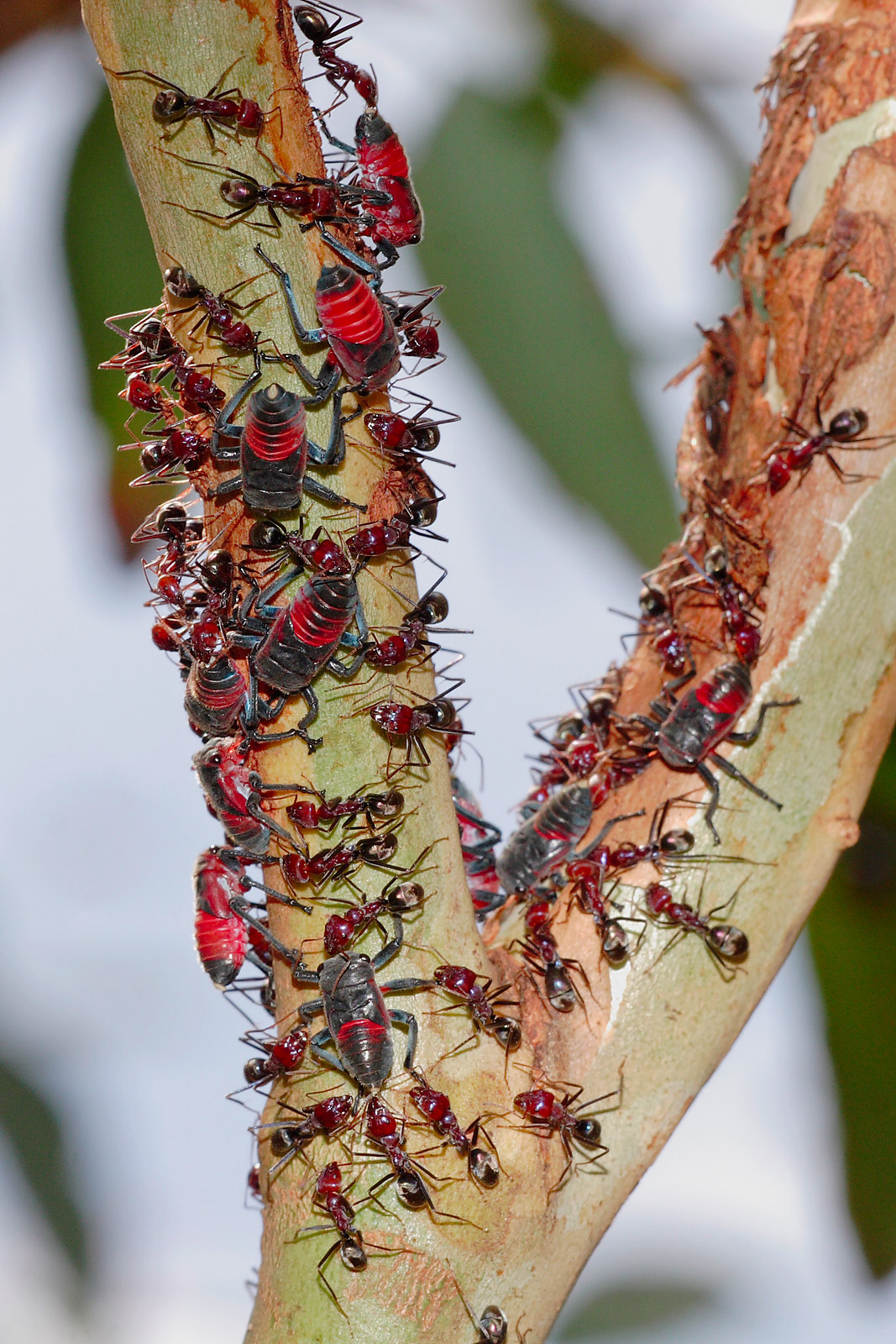